# 花輪線
花輪線（日语：／ Hanawa sen */?）是一條連結岩手縣盛岡市的好摩站至秋田縣大館市的大館站，屬於東日本旅客鐵道（JR東日本）的鐵路線（地方交通線）。設有「十和田八幡平四季彩鐵道」（十和田八幡平四季彩ライン）的愛稱。

## 路線資料
- 管轄（事業類別）：東日本旅客鐵道（第一種鐵道事業者）
- 路段（營業距離）：好摩站－大館站 106.9公里
- 站數：27個（包括起終點站）
  - 若只限屬於花輪線的車站，排除終點的大館站（屬於奧羽本線[1]）則為26個。另外，起點的好摩站曾經屬於東北本線[1]，但該線已經移管到IGR岩手銀河鐵道，作為JR的車站改為屬於花輪線。
- 軌距：1067毫米
- 複線路段：沒有（全線單線）
- 電氣化路段：沒有（全線非電氣化（日语：非電化））
- 閉塞方式：特殊自動閉塞式（軌道回路檢知式）
- 最高速度：85公里/小時
- 運轉指令所（日语：運転指令所）：盛岡綜合指令室 (CTC)
- 最大坡度：33.3 ‰（松尾八幡平－安比高原間）

除起終點外全線由東日本旅客鐵道盛岡支社管轄（好摩站由IGR岩手銀河鐵道管轄，大館站由東日本旅客鐵道秋田支社管轄。但是好摩站是共同使用站，視為作為盛岡支社管內的JR站）。東北本線的一部分因為東北新幹線延伸開業至八戶而轉換至IGR岩手銀河鐵道與青森鐵道，於是成為了該支社管轄的「飛地路線」。

## 历史
花輪線的建設由好摩、大館两侧分别建设，大館侧先開業，其最初是秋田铁道建设运营，1914年7月大館 - 扇田間开业，1923年11月毛馬内 - 陸中花輪間延伸開業，秋田铁道大館 - 陸中花輪全线开业。另一方面，好摩一侧由日本国铁兴建，命名为花輪線，1922年8月好摩 - 平館間开业，后续路段依序建1931年10月17日田山 - 陸中花輪間延伸開業，好摩 - 陸中花輪亦全线开业，形成一条横断东北地方的铁路线。
1934年日本国铁收购秋田铁道，使好摩 - 大館全线成为日本国铁路线，此后横断东北地方的花輪線作为東北本線因事故中断时優等列車的迂回路线，本线亦曾开行優等列車。然而由于沿線人口減少、自用車普及、東北自動車道竞争，花輪線使用人数逐渐减少，1984年花輪線貨物营业废止。
1987年国铁分割民营化，花輪線由JR東日本承接。2002年废止急行列車「米代」，降格为快速列车「八幡平」。2011年3月11日因東北地方太平洋沖地震受灾，花輪線全区間不通，直到同年4月11日全線復旧。2015年废止快速列车「八幡平」，花輪線仅剩普通列车运行。2022年8月13日因受灾，鹿角花輪 - 大館間不通，直到2023年5月14日经过9个月修复，花輪線恢复全線運行。

## 運行形態

### 地域輸送
花輪線大部分列车是全程车，从大館始发终到，晨间、傍晚有部分区间车在大館 - 鹿角花輪及鹿角花輪 / 荒屋新町 - 盛岡运行，作为路線起讫點的好摩没有始發終到列車，所有經過好摩的列車全部直通IGR岩手銀河鐵道运营的岩手銀河鐵道線盛岡站。每日上午有1班上行从花輪線鹿角花輪始发，经过岩手銀河鐵道線，直通至東北本線日詰站。
每日列车运行频率为大館 - 盛岡5往复，大館 - 鹿角花輪3往复，鹿角花輪 / 荒屋新町 - 盛岡2往复，鹿角花輪 - 日詰上行1班。过去花輪線有直通奥羽本線陣場、鹰之巢的列车。

### 優等列車
花輪線目前没有優等列車运行，但在2002年以前曾经运行優等列車。花輪線優等列車首次开行于1962年，开行盛岡 - 秋田間，经花輪線、奥羽本線的準急列車「米代」，1963年「米代」增为2往復，1965年开行仙台 - 弘前，经釜石線、山田線、花輪線、奥羽本线的準急「三陆」。1966年3月「米代」、「三陆」升格为急行列車，10月急行「三陸」改名「陆中」，运行区间变更为仙台 - 秋田。1967年仙台发着的「米代」延长运行区间为上野至弘前的「陸奧」，1968年盛岡发着的「米代」改名为「八幡平」。
1970年「陸奧」改回仙台站到發的「米代」。1972年「陆中」运行区间缩短，不再驶入花輪線；同时「八幡平」整合入「米代」，其中1往复延长至宮古。1982年「米代」运行区间变更为盛岡 - 大館・弘前。1985年「米代」降格为快速列车「八幡平」，1986年「米代」恢复开行，运行区间变更为秋田 - 陸中花輪。1999年快速列车「八幡平」运行区间由盛岡 - 弘前缩短为盛岡 - 大館，不再直通奥羽本線，2000年「八幡平」由2往復减为1往復。
2002年東北新幹線延伸八户，同时「米代」再次废除，降格为快速列车，在花輪線各停，花輪線不再有優等列車运行。2008年该快速列车缩短为鹿角花輪 - 大館，变更为各停列车，不再直通奥羽本線，此后花輪線不再有直通奥羽本線定期列车，2015年快速列车「八幡平」废止，花輪線不再有快速达列車运行。

## 使用車輛
- 使用中車輛
  - JR東日本KiHa 100系柴油動車組

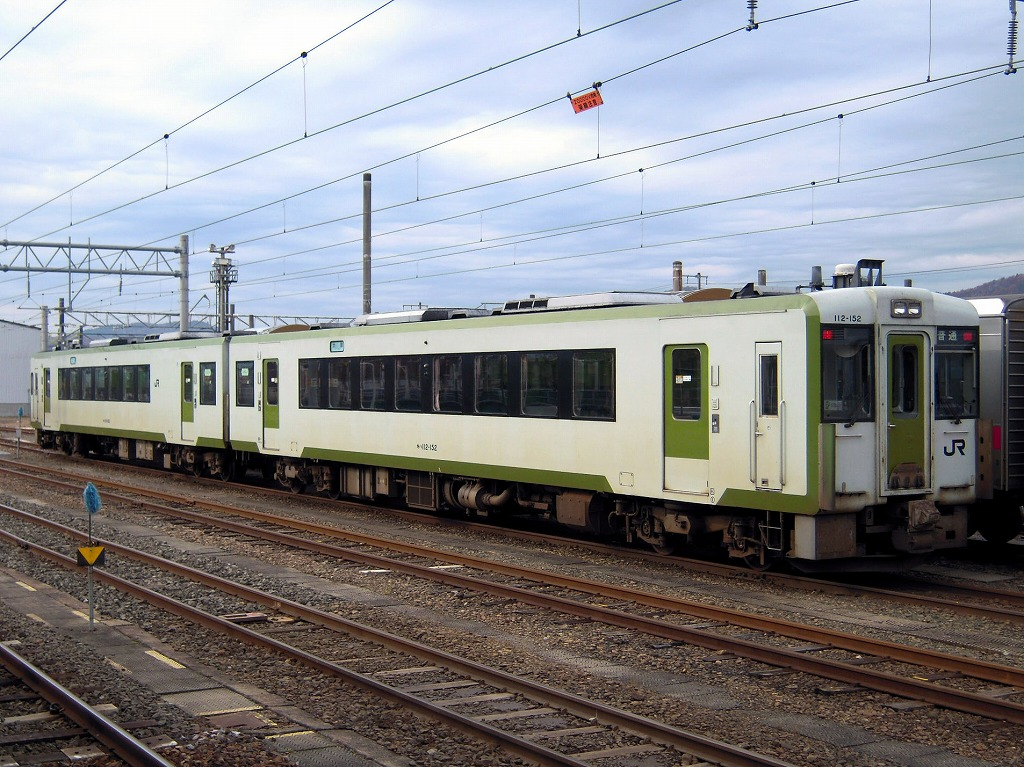
花輪線運用的KiHa 100系
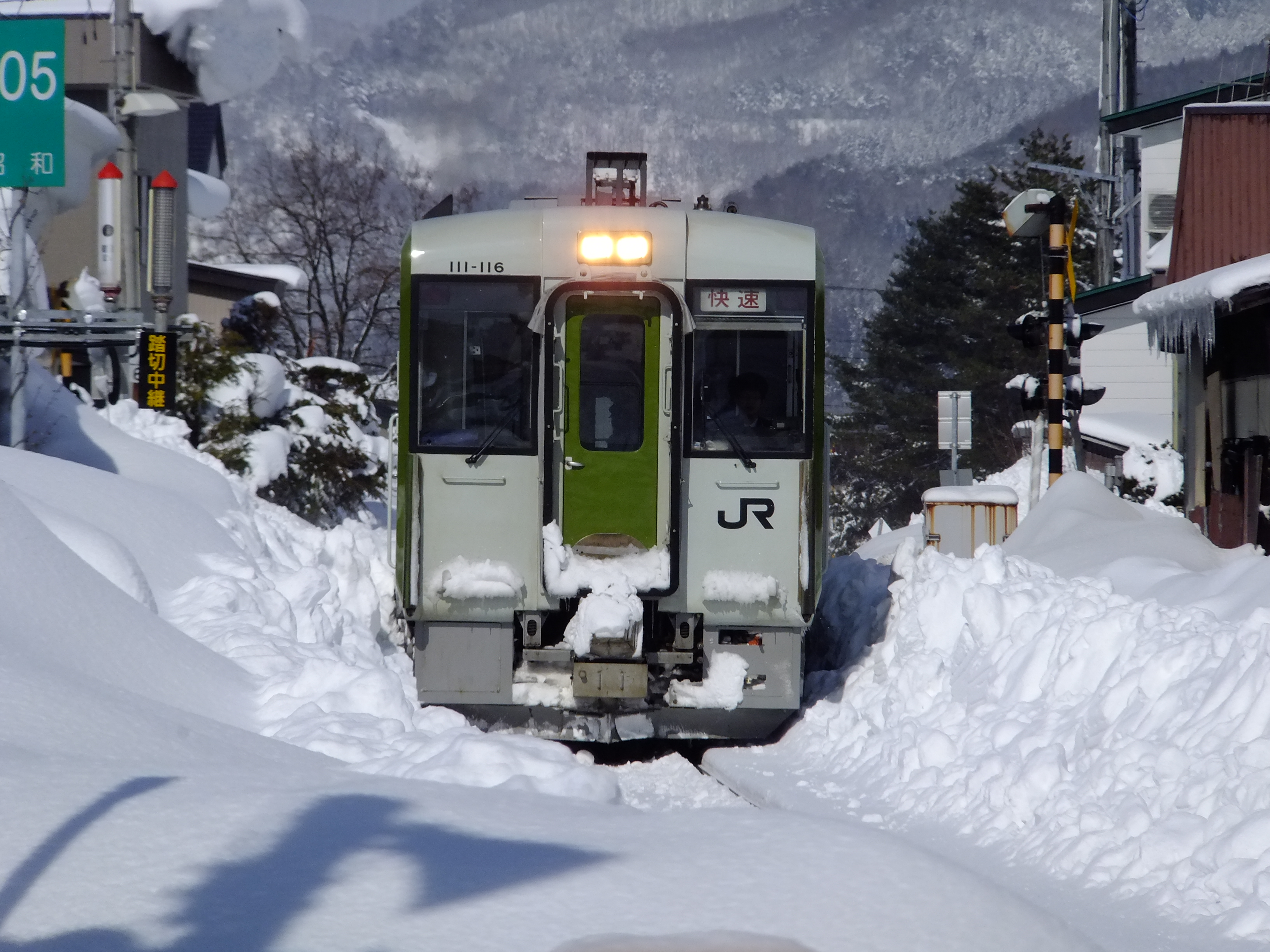
KiHa 100系擔當快速「八幡平」 (2015年)

- 退役車輛
  - 日本國鐵KiHa58系柴聯車（日语：国鉄キハ58系気動車）
  - 日本國鐵KiHa52型柴聯車（日语：国鉄キハ20系気動車#キハ52形）

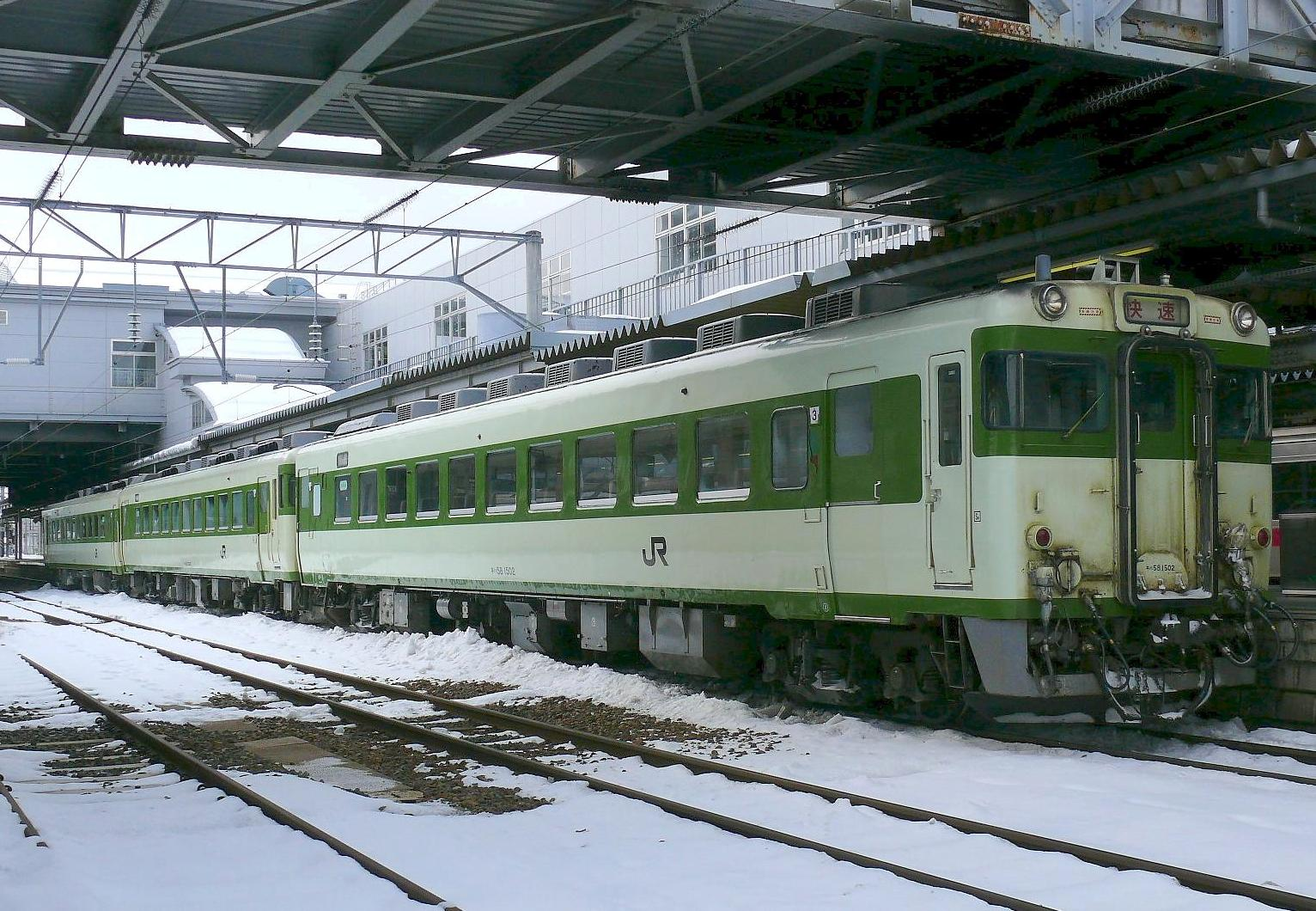
KiHa58系擔當快速列车在奥羽本線秋田站 （原急行「米代」用）
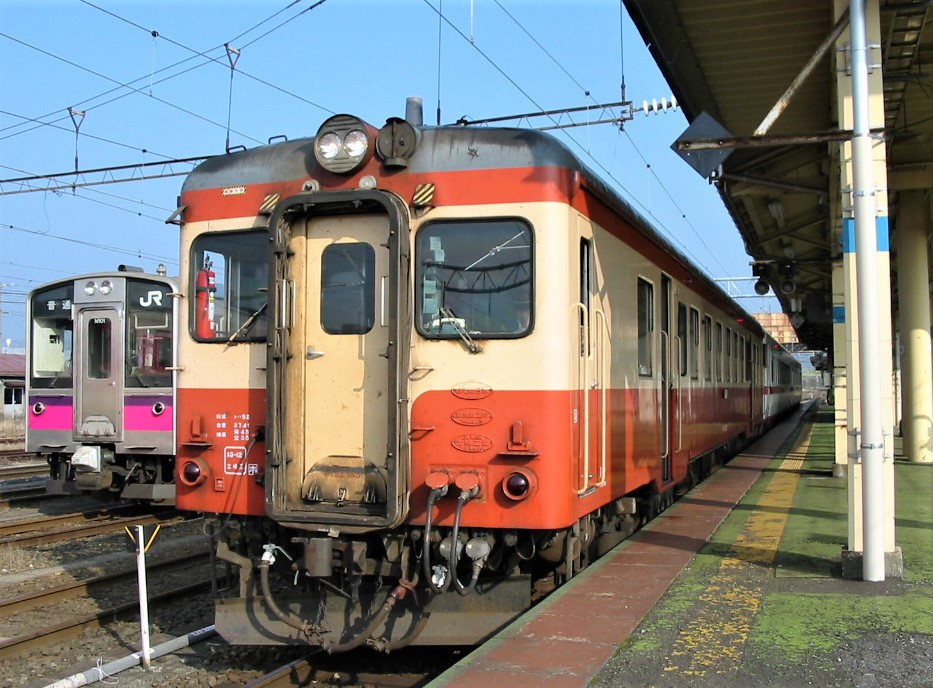
KiHa52型在大館站

## 車站列表
- 軌道 … ∥：複線路段，∨：此起往下為單線，◇：可進行列車交會車站，◆：折返式路線車站（可進行列車交會），｜：不可列車交會

| 營運公司        | 路線名稱       | 中文站名   | 日文站名 | 英文站名 | 好摩起計的 營業距離 | 站間營業距離 | 接續路線                                                                             | 軌道 | 所在地 | 所在地   |
| --------------- | -------------- | ---------- | -------- | -------- | ------------------- | ------------ | ------------------------------------------------------------------------------------ | ---- | ------ | -------- |
| IGR岩手銀河鐵道 | 岩手銀河鐵道線 | 盛岡       |          |          | 21.3                | -            | 東日本旅客鐵道： 東北新幹線、秋田新幹線、北海道新幹線、■東北本線、■田澤湖線、■山田線 | ∥    | 岩手縣 | 盛岡市   |
| IGR岩手銀河鐵道 | 岩手銀河鐵道線 | 青山       |          |          | 18.1                | 3.2          |                                                                                      | ∥    | 岩手縣 | 盛岡市   |
| IGR岩手銀河鐵道 | 岩手銀河鐵道線 | 廚川       |          |          | 15.7                | 2.4          |                                                                                      | ∥    | 岩手縣 | 盛岡市   |
| IGR岩手銀河鐵道 | 岩手銀河鐵道線 | 巢子       |          |          | 11.1                | 4.6          |                                                                                      | ∥    | 岩手縣 | 瀧澤市   |
| IGR岩手銀河鐵道 | 岩手銀河鐵道線 | 瀧澤       |          |          | 9.1                 | 2.0          |                                                                                      | ∥    | 岩手縣 | 瀧澤市   |
| IGR岩手銀河鐵道 | 岩手銀河鐵道線 | 澀民       |          |          | 4.7                 | 4.4          |                                                                                      | ∥    | 岩手縣 | 盛岡市   |
| IGR岩手銀河鐵道 | 岩手銀河鐵道線 | 好摩       |          |          | 0.0                 | 4.7          | IGR岩手銀河鐵道：■岩手銀河鐵道線（二戶、目時方向）                                   | ∨    | 岩手縣 | 盛岡市   |
| 東日本旅客鐵道  | 花輪線         | 好摩       |          |          | 0.0                 | 4.7          | IGR岩手銀河鐵道：■岩手銀河鐵道線（二戶、目時方向）                                   | ∨    | 岩手縣 | 盛岡市   |
| 東日本旅客鐵道  | 花輪線         | 東大更     |          |          | 4.9                 | 4.9          |                                                                                      | ｜   | 岩手縣 | 八幡平市 |
| 東日本旅客鐵道  | 花輪線         | 大更       |          |          | 9.0                 | 4.1          |                                                                                      | ◇    | 岩手縣 | 八幡平市 |
| 東日本旅客鐵道  | 花輪線         | 平館       |          |          | 13.7                | 4.7          |                                                                                      | ｜   | 岩手縣 | 八幡平市 |
| 東日本旅客鐵道  | 花輪線         | 北森       |          |          | 15.0                | 1.3          |                                                                                      | ｜   | 岩手縣 | 八幡平市 |
| 東日本旅客鐵道  | 花輪線         | 松尾八幡平 |          |          | 17.8                | 2.8          |                                                                                      | ◇    | 岩手縣 | 八幡平市 |
| 東日本旅客鐵道  | 花輪線         | 安比高原   |          |          | 25.0                | 7.2          |                                                                                      | ｜   | 岩手縣 | 八幡平市 |
| 東日本旅客鐵道  | 花輪線         | 赤坂田     |          |          | 30.0                | 5.0          |                                                                                      | ｜   | 岩手縣 | 八幡平市 |
| 東日本旅客鐵道  | 花輪線         | 小屋之畑   |          |          | 33.6                | 3.6          |                                                                                      | ｜   | 岩手縣 | 八幡平市 |
| 東日本旅客鐵道  | 花輪線         | 荒屋新町   |          |          | 37.6                | 4.0          |                                                                                      | ◇    | 岩手縣 | 八幡平市 |
| 東日本旅客鐵道  | 花輪線         | 橫間       |          |          | 40.3                | 2.7          |                                                                                      | ｜   | 岩手縣 | 八幡平市 |
| 東日本旅客鐵道  | 花輪線         | 田山       |          |          | 49.1                | 8.8          |                                                                                      | ｜   | 岩手縣 | 八幡平市 |
| 東日本旅客鐵道  | 花輪線         | 兄畑       |          |          | 55.8                | 6.7          |                                                                                      | ｜   | 岩手縣 | 八幡平市 |
| 東日本旅客鐵道  | 花輪線         | 湯瀨溫泉   |          |          | 59.9                | 4.1          |                                                                                      | ｜   | 秋田縣 | 鹿角市   |
| 東日本旅客鐵道  | 花輪線         | 八幡平     |          |          | 64.2                | 4.3          |                                                                                      | ｜   | 秋田縣 | 鹿角市   |
| 東日本旅客鐵道  | 花輪線         | 陸中大里   |          |          | 66.1                | 1.9          |                                                                                      | ｜   | 秋田縣 | 鹿角市   |
| 東日本旅客鐵道  | 花輪線         | 鹿角花輪   |          |          | 69.7                | 3.6          |                                                                                      | ◇    | 秋田縣 | 鹿角市   |
| 東日本旅客鐵道  | 花輪線         | 柴平       |          |          | 74.4                | 4.7          |                                                                                      | ｜   | 秋田縣 | 鹿角市   |
| 東日本旅客鐵道  | 花輪線         | 十和田南   |          |          | 77.7                | 3.3          |                                                                                      | ◆    | 秋田縣 | 鹿角市   |
| 東日本旅客鐵道  | 花輪線         | 末廣       |          |          | 82.2                | 4.5          |                                                                                      | ｜   | 秋田縣 | 鹿角市   |
| 東日本旅客鐵道  | 花輪線         | 土深井     |          |          | 84.6                | 2.4          |                                                                                      | ｜   | 秋田縣 | 鹿角市   |
| 東日本旅客鐵道  | 花輪線         | 澤尻       |          |          | 86.6                | 2.0          |                                                                                      | ｜   | 秋田縣 | 大館市   |
| 東日本旅客鐵道  | 花輪線         | 十二所     |          |          | 89.6                | 3.0          |                                                                                      | ｜   | 秋田縣 | 大館市   |
| 東日本旅客鐵道  | 花輪線         | 大瀧溫泉   |          |          | 92.1                | 2.5          |                                                                                      | ◇    | 秋田縣 | 大館市   |
| 東日本旅客鐵道  | 花輪線         | 扇田       |          |          | 98.6                | 6.5          |                                                                                      | ｜   | 秋田縣 | 大館市   |
| 東日本旅客鐵道  | 花輪線         | 東大館     |          |          | 103.3               | 4.7          |                                                                                      | ｜   | 秋田縣 | 大館市   |
| 東日本旅客鐵道  | 花輪線         | 大館       |          |          | 106.9               | 3.6          | 東日本旅客鐵道：■奧羽本線                                                            | ｜   | 秋田縣 | 大館市   |

### 過去的接續路線
- 大更站：松尾礦業鐵道（日语：松尾鉱業鉄道） - 1972年10月10日廢除
- 大館站：
  - 同和礦業（日语：同和鉱業）花岡線（日语：同和鉱業花岡線） - 1985年4月1日廢除
  - 小坂製鍊（日语：小坂製錬）小坂線（日语：小坂製錬小坂線） - 1994年10月1日停止旅客營業，2008年4月1日休止，2009年4月1日廢除